# Comunitatea Europeană pentru Apărare
Comunitatea Europeană pentru Apărare este soluția propusă în 1950 de Primul Ministru francez, René Pleven ca răspuns la cererea S.U.A. de reînarmare a Germaniei Federale cu scopul de a întări apărarea Europei de vest împotriva unui eventual atac sovietic. Planul Pleven, cel care stătea la baza înființării Comunității Europene de Apărare, prevedea crearea unei armate europene unice.

## Conjunctura politică, factorii determinanți
Războiul din Coreea a fost evenimentul politic care a declanșat discuțiile cu privire la reînarmarea Germaniei, apărarea NATO nemaifiind capabilă de a garanta siguranță țărilor Europei de vest. 
Pe data de 25 iunie a izbucnit războiul din Coreea, în care S.U.A. a intervenit pe baza unui mandat O.N.U.. Acest lucru nu numai că a accentuat starea de criza dintre Rusia și S.U.A.(Razboiul rece) ci a dat naștere și unor noi pericole militare. La fel cum Coreea de Sud fusese atacată de la nord de Coreea de Nord, Germania Federală risca să fie atacată de la est de Rusia după modelul coreean. Într-o astfel de situație, aparatul militar american și NATO nu puteau face față unui eventual atac sovietic, reînarmarea trupelor germane fiind singura modalitate de a întări apărarea Europei de Vest. Aceasta dispunea la acel moment de 10 Diviziuni US și 12 Diviziuni ale statelor membre europene NATO care nu puteau rezista celor 170 de diviziuni sovietice și a faptului că USA nu mai era singurul stat care deținea bomba atomică.
În această conjunctură, S.U.A. pune pe lista de discuții a conferinței miniștrilor de externe subiectul reînarmării Germaniei. Comisia de apărare NATO este solicitată să elaboreze și să prezinte metode prin care Germania să poată aduce un aport efectiv la apărarea Europei de Vest de un evenual pericol sovietic.
Ideea reînarmării Germaniei a provocat un șoc în Europa dar mai ales în Franța. Începând cu 1945 politica externă franceză a avut ca prioritate împiedicarea Germaniei Federale să devină o putere militară. Propunerea americană a trezit printre populatia franceză o adevarată teama de un nou atac german iar obtinerea unei aprobări din partea poporului era imposibilă cu toate că aportul militar al Germaniei la apărarea Europei de Vest era esențial. 
O soluție de compromis era integrarea Germaniei în NATO fără ca acesta să dețină conducerea asupra trupelor sale. Franța nu agrea o astfel de idee deoarece, prin supunerea trupelor germane conducerii NATO, Germania Federală ieșea astfel de sub controlul francez și intra sub puterea de influență a Americii. 
O altă solutie avea să fie propusă de Winston Churchill printr-un discurs extraordinar ținut la Londra în martie 1950. Acesta propunea crearea unei armate europene care să fie subordonată unui minister de apărare european.

## Planul Pleven
Planul Pleven s-a născut având la bază ideea lansată de Winston Churchill și inițiativa lui Jean Monnet. Pe 24 octombrie 1950 a fost făcut public în fața Adunării Naționale Franceze. 
Principalele puncte ale planului erau:
- Crearea unei armate europene
- Ministerul de apărare european avea rolul de a pune în aplicare directivele date de un concil alcătuit din ministrii țărilor membre.
- Integrarea trupelor germane în armata europeană avea să aibă loc după principiul cea mai mică unitate posibilă.
- Țările membre pot să păstreze puterea de decizie asupra trupelor pe care nu le introduc în armata europeană.

Scopul acestui plan era integrarea trupelor germane într-o armată europeană, subordonată unui minister de apărare european, fără să fie necesară o aderare a Gemaniei Federale la NATO Prin aceasta se evita și crearea unui Minister de apărare german. Germania era vizibil discriminată nefiindu-i permisă existența unor unități militare mari sub comandă germană fiind astfel un partener cu drepturi limitate. S.U.A., Marea Britanie și Italia vedeau în acest plan o manevră a francezilor de a întârzia reînarmarea Germaniei și îl considerau ineficient din punct de vedere militar.
Planul a fost subiect de negociere începând cu anul 1950 până în 1952 și a condus la semnarea Tratatului de creare a Comunității Europene a Apărării. În spatele acestui proiect stătea și speranța într-o uniune politică a Europei. 
Pe parcursul negocierilor, poziția Germaniei în cadrul armatei europene se îmbunătățise considerabil si ca urmare forma finală a planului nu mai corespundea cu planul propus de Pleven, implicit de Franța în 1950. 

## Eșuarea
Proiectul a fost ratificat în Belgia, Germania, Luxemburg și Olanda. În Franța a fost retras de pe ordinea de zi a Adunării Naționale în august 1954 și nu avea să mai fie vreodata introdus. Transmiterea drepturilor de decizie militară unei autorități supranaționale și tratarea Germaniei ca partener egal au fost motivele aduse de Franța pentru a justifica eșuarea ratificarii.
Corolar la această Comunitate Europeană a Apărarii a fost un proiect politic, prezentat în 1953, prin care se propunea crearea unei Comunități Europene Politice. Această structură confederativă ar fi avut la dispoziție un legislativ bicameral, un Consiliu European, Executiv, un Consiliu de Miniștri și o Curte de Justiție. Comunitatea Politică urma să aibă puteri și responsabilități extrem de extinse și urma să absoarba Comunitatea Europeană a Apărării. Proiectul nu a devenit însă niciodată realitate.
Mai mult, falimentul acestui proiect s-a datorat imposibilitatii istorice de a abandona teza functionalista, a procesului gradual de creare a comunitatii. Rezistenta istoriei a stat in spatele acestui proiect cu structura federala sau confederala a unei Comunitati politice europene.